# María Elena Walsh
María Elena Walsh (Ramos Mejía, 1º febbraio 1930 – Buenos Aires, 10 gennaio 2011) è stata una scrittrice, compositrice e commediografa argentina, nota principalmente per le sue canzoni e libri per bambini, che è stata considerata una "leggenda vivente, eroe culturale (e) cresta di quasi ogni infanzia".
(Leopoldo Brizuela)

## Biografia

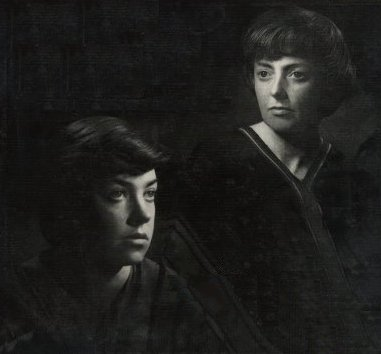
María Elena Walsh e Leda Valladares, 1960.

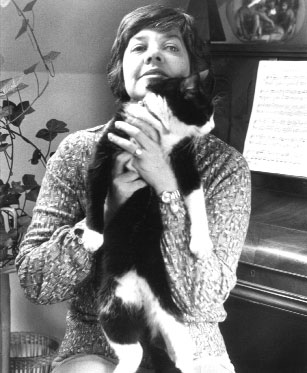
M.E. Walsh, 1971.

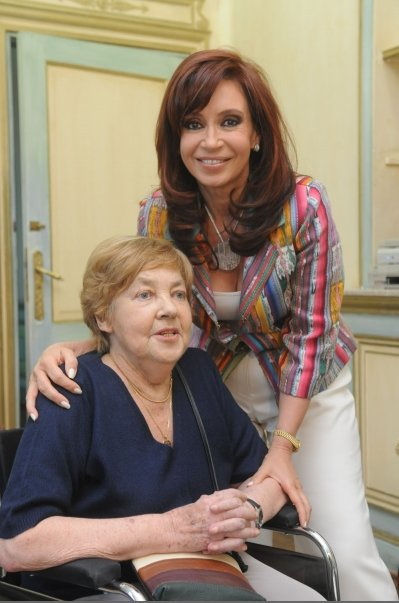
Walsh nel 2008 con la presidente Cristina Fernández.

María Elena Walsh è nata a Ramos Mejía, nella Grande Buenos Aires, da un ferroviere di origine irlandese che suonava il pianoforte e una donna argentina di discendenza andalusa. Da bambina viveva in una grande casa, dove le piaceva molto leggere e ascoltare musica in un ambiente culturale. Quando aveva 15 anni, Walsh aveva pubblicato alcune delle sue poesie su El Hogar (rivista) e La Nación (quotidiano). Nel 1947, prima di diplomarsi alla scuola d'arte, pubblicò il suo primo libro, Otoño Imperdonable, una raccolta di poesie che è stata acclamata dalla critica e ha ricevuto il riconoscimento di importanti scrittori latinoamericani.
Dopo la laurea nel 1948, si recò in Nord America, invitata dal poeta Juan Ramon Jiménez e in Europa durante il periodo del Peronismo e poi si trasferì a Parigi, dove trascorse quattro anni nei primi anni '50. Mentre era lì, la Walsh si esibì in concerti con folklore argentino insieme alla cantante argentina Leda Valladares (nata nel 1919), formando il duo Leda & Maria e registrando per Le chant du monde.
Ritorna in Argentina nel 1956 dopo la Revolución Libertadora. Dal 1958 in poi, la Walsh scrisse numerosi copioni televisivi, opere teatrali, poesie, libri e canzoni, appositamente dedicati ai bambini piccoli. Era anche una performer di successo, cantava le sue canzoni sul palco e le registrava più tardi in album, come Canciones para mirar, Canciones para mí and El País de Nomeacuerdo. Juguemos en el mundo, anche un album, era uno spettacolo satirico per adulti che è stato trasformato in un film con lo stesso titolo, anche se con una storia non correlata allo spettacolo teatrale originale e alla registrazione di canzoni. Il film era basato sui suoi personaggi di Doña Disparate y Bambuco ed è stato diretto dalla sua compagna in quel momento, Maria Herminia Avellaneda (1933–1997).
Il suo lavoro ha spesso contenuto un messaggio politico di fondo, come nella canzone El País del Nomeacuerdo ("Il paese del nonricordo"), che è stato successivamente utilizzato come colonna sonora per il film La storia ufficiale, vincitore del Premio Oscar 1985 per il Miglior film in lingua straniera.
Durante la dittatura militare (1976-1983) fu una fiera oppositrice, la sua canzone Oración a la justicia (Preghiera per la giustizia) divenne un inno civile giusto. In una lettera aperta criticò la censura del regime confrontando il paese con un paese prescolare chiamandolo Desventuras en el Pais-Jardin-de-Infantes (Le disavventure nel Paese prescolare).
Nel 1985 ha ricevuto la cittadinanza onoraria di Buenos Aires, e nel 1990 ha ricevuto la laurea honoris causa dall'Università nazionale di Cordoba ed è stata nominata Persona illustre della provincia di Buenos Aires.
Nel 1994 fu elogiata per il Premio Hans Christian Andersen, un riconoscimento assegnato dall'International Board on Books for Young People.
María Elena Walsh morì di un tumore alle ossa a Buenos Aires all'età di 80 anni il 10 gennaio 2011.

## Vita privata
La compagna della Walsh dal 1978 fino alla sua morte nel 2011 è stata Sara Facio (nata il 18 aprile 1932), una fotografa argentina, la più nota per aver fotografato, insieme ad Alicia D'amico, varie personalità culturali, tra cui gli scrittori argentini Julio Cortázar e Alejandra Pizarnik.

## Opere

### Libri
La Walsh pubblicò la sua prima poesia all'età di 15 anni, sulla rivista argentina El Hogar. Il suo pubblico preferito erano i bambini, per i quali ha scritto più di 40 libri. Il seguente elenco include principalmente libri completi, ma anche alcuni lunghi articoli di giornale.
Libri per adulti
- Otoño imperdonable (1947) – scritto dalla Walsh a 17 anni
- Apenas Viaje (poesie) (1948)
- Baladas con Angel (poesie) (1951)
- Casi Milagro (poesie) (1958)
- Hecho a Mano (poesie) (1965)
- Juguemos en el mundo (poesie) (1971)
- La Sirena y el Capitán - 1974
- Cancionero contra el Mal de Ojo (poesie) (1976)
- Los Poemas (1982)
- Novios de Antaño (romanzo) (1990)
- Desventuras en el País-Jardín-de-Infantes (1993) (*)
- Hotel Pioho's Palace (2002)
- Fantasmas en el Parque (2008)

Libri per bambini
- La Mona Jacinta (1960)
- La Familia Polillal (1960)
- Tutú Marambá (1960)
- Circo de Bichos (1961)
- Tres Morrongos (1961)
- El Reino del Revés (poesie e canzoni) (1965)
- Zoo Loco (1965)
- Cuentopos de Gulubú (1966)
- Dailán Kifki (romanzo) (1966)
- Versos para Cebollitas (1966)
- Versos Folklóricos para Cebollitas (1967)
- Aire Libre (libro scolastico) (1967)
- Versos Tradicionales para Cebollitas (1967)
- El Diablo Inglés (racconti) (1970)
- Angelito (1974)
- El País de la Geometría (1974)
- Chaucha y Palito (racconti) (1977)
- Veo Veo (1984)
- Bisa Vuela (1985)
- Los Glegos (1987)
- La Nube Traicionera (1989)

Note:
- (*) Questo libro ha ristampato la sua famosa lettera contro la censura in Argentina, originariamente pubblicata dal quotidiano Clarín il 16 agosto 1979.

A causa della pubblicazione di questo articolo, la stessa Walsh sarebbe stata censurata dal Governo militare dell'Argentina.

### Discografia
La Walsh ha registrato molti album con canzoni per bambini e anche per adulti. I suoi primi album furono fortemente influenzati dal folklore argentino, lavorando con la compositrice e cantante Leda Valladares. 
La prima pubblicazione da solosta dell'album Canciones para Mí contiene le canzoni Canción de Tomar el Té e Manuelita la Tortuga (precedentemente registrata su EP). Questa sarebbe diventata la canzone più famosa della Walsh.
come "Leda y María", con Leda Valladares
- Chant d'Argentine (1954)
- Souns le Ciel de l'Argentine (1955)
- Entre Valles y Quebradas Vol. 1 & 2 (1957)
- Canciones del Tiempo de Maricastaña (1958)
- Leda y María Cantan Villancicos (EP) (1959)
- Canciones de Tutú Marambá (EP) (1960) 6

come "María Elena Walsh"
- Canciones para Mirar (con Leda Valladares) (1962) 1
- Doña Disparate y Bambuco (EP) (con Leda Valladares) (1962)
- Navidad para los Chicos (EP) (con Leda Valladares) (1963)
- Canciones para Mí (1963) 2
- Canciones para Mirar (1963)
- El País de Nomeacuerdo (1967) 3
- El País de la Navidad (1968)
- Cuentopos (1968)
- Juguemos en el Mundo (1968)
- Cuentopos para el Recreo (1969)
- Juguemos en el Mundo II (1969) 4
- El Sol no tiene Bolsillos (1971)
- Como la Cigarra (1972) 5
- El Buen Modo (1976)
- De Puño y Letra (1976)

Note:
- 1 Contiene i classici El Reino del Revés (la cui versione precedente era stata rilasciata su Canciones de Tutú Marambá), Canción del Jardinero, La Vaca Estudiosa, La Mona Jacinta.
- 2 Questo è stato il primo album della Walsh come solista, con i successi Canción de tomar el té, Manuelita la tortuga, El twist del Mono Liso.
- 3 Include le canzoni la Reina Batata, Canción del Jacarandá (scritte con Palito Ortega).
- 4 Dopo molti anni di registrazione di LP con canzoni per bambini, la Walsh ha scritto e registrato un album per un pubblico adulto.
- 5 La canzone Como la Cigarra ebbe un enorme successo. L'album contiene anche altre canzoni di successo come Carta de un León a Otro, con forti riferimenti politici.